# José Pedro de Morais
José Pedro de Morais, angolski politik, * 20. december 1955.
Od leta 2002 je minister za finance Angole.